# Bunești, Brașov
Bunesti là một xã thuộc hạt Brașov, România. Dân số thời điểm năm 2002 là 2500 người.